# Liste der Stolpersteine im Landkreis Neunkirchen
In der Liste der Stolpersteine im Landkreis Neunkirchen werden die vorhandenen Gedenksteine aufgeführt, die im Rahmen des Projektes Stolpersteine des Künstlers Gunter Demnig im Landkreis Neunkirchen verlegt worden sind. Bisher wurden in den beiden Gemeinden Illingen, Ottweiler und Schiffweiler Stolpersteine verlegt.

## Illingen
In Illingen fand am 19. November 2007 die erste Verlegung von Stolpersteinen im Saarland statt. Die Initiative ging von zwei Schülern aus. Der Stolperstein für Rosa Herzog wurde nachträglich am 9. März 2010 verlegt, die Stolpersteine der Familie Michel am 23. Februar 2014 verlegt. Eine weitere Verlegung von 19 Stolpersteinen fand am 15. April 2019 statt. Einen Tag zuvor hielt Gunter Demnig im Illinger Rathaus einen Vortrag über sein Stolperstein-Projekt. In Illingen sind aktuell die nachfolgenden 32 Stolpersteine verlegt:
| Bild | Name                | Standort                           |  | Verlegedatum                 | Leben |
| ---- | ------------------- | ---------------------------------- |  | ---------------------------- | --- |
|      | Albert Herzog       | Judengasse 1                       |  | 19. Nov. 2007 / 9. März 2010 | Albert Herzog (geb. 1885 in Gemmingen) und seine Ehefrau Rosa Herzog (geborene Gottlieb) wohnten in Illingen. Albert Herzog war Malermeister, Rosa Herzog Hausfrau. Albert Herzog wurde im Ersten Weltkrieg mit dem Eisernen Kreuz, 1. und 2. Klasse ausgezeichnet. Er wurde nach der Reichspogromnacht ins KZ Dachau verschleppt, kehrte aber nach Illingen zurück. Im Rahmen der Wagner-Bürckel-Aktion wurde das Ehepaar deportiert und über das Internierungslager Gurs, Camp de Rivesaltes und das Sammellager Drancy kamen beide nach Auschwitz, wo sie 1942 ermordet wurden. |
|      | Rosa Herzog         | Judengasse 1                       |  | 19. Nov. 2007 / 9. März 2010 | Albert Herzog (geb. 1885 in Gemmingen) und seine Ehefrau Rosa Herzog (geborene Gottlieb) wohnten in Illingen. Albert Herzog war Malermeister, Rosa Herzog Hausfrau. Albert Herzog wurde im Ersten Weltkrieg mit dem Eisernen Kreuz, 1. und 2. Klasse ausgezeichnet. Er wurde nach der Reichspogromnacht ins KZ Dachau verschleppt, kehrte aber nach Illingen zurück. Im Rahmen der Wagner-Bürckel-Aktion wurde das Ehepaar deportiert und über das Internierungslager Gurs, Camp de Rivesaltes und das Sammellager Drancy kamen beide nach Auschwitz, wo sie 1942 ermordet wurden. |
|      | Adolf Israel Kahn   | bei Hauptstraße 16                 |  | 19. Nov. 2007                | geboren 1876 in Kuppenheim; gestorben am 28. August 1941 im Camp de Rivesaltes Adolf Kahn war der letzte Vorsitzende der Synagogengemeinde Illingen. Er wurde während der Reichspogromnacht nach Dachau deportiert, durfte aber wieder zurückkehren. Im Rahmen der Wagner-Bürckel-Aktion wurde er erneut verhaftet und kam über das Internierungslager Gurs ins Camp de Rivesaltes. Am 28. August 1941 wurde er für tot erklärt. |
|      | Lina Levy           | Hauptstraße 17                     |  | 19. Nov. 2007                | Moritz (geboren 1880) und Lina Levy (geboren 1880, Geburtsname Mayer) wurden zusammen mit ihrer Tochter Olga (geboren 1910) am 22. Oktober 1940 im Rahmen der Wagner-Bürckel-Aktion festgenommen und deportiert. Beide Eltern überlebten die Zwangsarbeit in den Lagern Douadic und Château du Roc in Frankreich. Olga Levy wurde 1942 im KZ Auschwitz ermordet. |
|      | Moritz Levy         | Hauptstraße 17                     |  | 19. Nov. 2007                | Moritz (geboren 1880) und Lina Levy (geboren 1880, Geburtsname Mayer) wurden zusammen mit ihrer Tochter Olga (geboren 1910) am 22. Oktober 1940 im Rahmen der Wagner-Bürckel-Aktion festgenommen und deportiert. Beide Eltern überlebten die Zwangsarbeit in den Lagern Douadic und Château du Roc in Frankreich. Olga Levy wurde 1942 im KZ Auschwitz ermordet. |
|      | Olga Levy           | Hauptstraße 17                     |  | 19. Nov. 2007                | Moritz (geboren 1880) und Lina Levy (geboren 1880, Geburtsname Mayer) wurden zusammen mit ihrer Tochter Olga (geboren 1910) am 22. Oktober 1940 im Rahmen der Wagner-Bürckel-Aktion festgenommen und deportiert. Beide Eltern überlebten die Zwangsarbeit in den Lagern Douadic und Château du Roc in Frankreich. Olga Levy wurde 1942 im KZ Auschwitz ermordet. |
|      | Isidor Michel       | Hauptstraße 80                     |  | 23. Feb. 2014                | Familie Michel |
|      | Martha Michel       | Hauptstraße 80                     |  | 23. Feb. 2014                | Familie Michel |
|      | Gerda Michel        | Hauptstraße 80                     |  | 23. Feb. 2014                | Familie Michel |
|      | Erich Michel        | Hauptstraße 80                     |  | 23. Feb. 2014                | Familie Michel |
|      | Max Michel          | Hauptstraße 80                     |  | 23. Feb. 2014                | Familie Michel |
|      | Liesel Michel       | Hauptstraße 80                     |  | 23. Feb. 2014                | Familie Michel |
|      | Gottfried Michel    | Hauptstraße 80                     |  | 23. Feb. 2014                | Familie Michel |
|      | Ludwig Lazar        | bei Hauptstraße 51                 |  | 15. Apr. 2019                | Ludwig Lazar und seine Frau Bertha, geborene Salmon lebten mit ihren drei Kindern Ruth, Günther und Kurt in Illingen. Anfang 1936 musste die Familie Illingen verlassen und fand Zuflucht in Nyons/Frankreich. Dort wurde 1939 auch das vierte Kind Fancine geboren. Werner Strauss, ein Neffe von Ludwig Lazar, wurde von seinen Eltern aufgrund der bedrohlichen Lage in Deutschland ebenfalls nach Nyons geschickt. Bertha Lazar wurde zusammen mit ihren vier Kindern und Werner Strauss als Juden denunziert und von der Gestapo in der Nacht vom 20. zum 21. Januar 1944 verhaftet. Vom Gefängnis Montluc in Lyon wurde die Gruppe am 28. Januar 1944 nach Drancy bei Paris gebracht. Am 3. Februar 1944 wurden alle mit dem Konvoi Nr. 67 nach Polen in das Vernichtungslager Auschwitz deportiert und wurden wahrscheinlich am 8. Februar 1944 ermordet. Am 23. Juni 1944 wurden sie als „Verstorben“ gemeldet. Ludwig Lazar entzog sich der Verhaftung durch die Gestapo. In der Annahme, die Gestapo suche nur nach ihm, versteckte er sich im Kleiderschrank und überlebte zunächst. In der Hoffnung seine Familie nochmals zu finden, gab er nach dem Krieg eine Suchanzeige auf. Nachdem Ludwig Lazar am 12. September 1963 vom Schicksal seiner Familie und seines Neffen erfuhr, beging er Selbstmord, indem er sich mit Kochgas vergiftete. |
|      | Berta Lazar         | bei Hauptstraße 51                 |  | 15. Apr. 2019                | Ludwig Lazar und seine Frau Bertha, geborene Salmon lebten mit ihren drei Kindern Ruth, Günther und Kurt in Illingen. Anfang 1936 musste die Familie Illingen verlassen und fand Zuflucht in Nyons/Frankreich. Dort wurde 1939 auch das vierte Kind Fancine geboren. Werner Strauss, ein Neffe von Ludwig Lazar, wurde von seinen Eltern aufgrund der bedrohlichen Lage in Deutschland ebenfalls nach Nyons geschickt. Bertha Lazar wurde zusammen mit ihren vier Kindern und Werner Strauss als Juden denunziert und von der Gestapo in der Nacht vom 20. zum 21. Januar 1944 verhaftet. Vom Gefängnis Montluc in Lyon wurde die Gruppe am 28. Januar 1944 nach Drancy bei Paris gebracht. Am 3. Februar 1944 wurden alle mit dem Konvoi Nr. 67 nach Polen in das Vernichtungslager Auschwitz deportiert und wurden wahrscheinlich am 8. Februar 1944 ermordet. Am 23. Juni 1944 wurden sie als „Verstorben“ gemeldet. Ludwig Lazar entzog sich der Verhaftung durch die Gestapo. In der Annahme, die Gestapo suche nur nach ihm, versteckte er sich im Kleiderschrank und überlebte zunächst. In der Hoffnung seine Familie nochmals zu finden, gab er nach dem Krieg eine Suchanzeige auf. Nachdem Ludwig Lazar am 12. September 1963 vom Schicksal seiner Familie und seines Neffen erfuhr, beging er Selbstmord, indem er sich mit Kochgas vergiftete. |
|      | Ruth Lazar          | bei Hauptstraße 51                 |  | 15. Apr. 2019                | Ludwig Lazar und seine Frau Bertha, geborene Salmon lebten mit ihren drei Kindern Ruth, Günther und Kurt in Illingen. Anfang 1936 musste die Familie Illingen verlassen und fand Zuflucht in Nyons/Frankreich. Dort wurde 1939 auch das vierte Kind Fancine geboren. Werner Strauss, ein Neffe von Ludwig Lazar, wurde von seinen Eltern aufgrund der bedrohlichen Lage in Deutschland ebenfalls nach Nyons geschickt. Bertha Lazar wurde zusammen mit ihren vier Kindern und Werner Strauss als Juden denunziert und von der Gestapo in der Nacht vom 20. zum 21. Januar 1944 verhaftet. Vom Gefängnis Montluc in Lyon wurde die Gruppe am 28. Januar 1944 nach Drancy bei Paris gebracht. Am 3. Februar 1944 wurden alle mit dem Konvoi Nr. 67 nach Polen in das Vernichtungslager Auschwitz deportiert und wurden wahrscheinlich am 8. Februar 1944 ermordet. Am 23. Juni 1944 wurden sie als „Verstorben“ gemeldet. Ludwig Lazar entzog sich der Verhaftung durch die Gestapo. In der Annahme, die Gestapo suche nur nach ihm, versteckte er sich im Kleiderschrank und überlebte zunächst. In der Hoffnung seine Familie nochmals zu finden, gab er nach dem Krieg eine Suchanzeige auf. Nachdem Ludwig Lazar am 12. September 1963 vom Schicksal seiner Familie und seines Neffen erfuhr, beging er Selbstmord, indem er sich mit Kochgas vergiftete. |
|      | Günther Lazar       | bei Hauptstraße 51                 |  | 15. Apr. 2019                | Ludwig Lazar und seine Frau Bertha, geborene Salmon lebten mit ihren drei Kindern Ruth, Günther und Kurt in Illingen. Anfang 1936 musste die Familie Illingen verlassen und fand Zuflucht in Nyons/Frankreich. Dort wurde 1939 auch das vierte Kind Fancine geboren. Werner Strauss, ein Neffe von Ludwig Lazar, wurde von seinen Eltern aufgrund der bedrohlichen Lage in Deutschland ebenfalls nach Nyons geschickt. Bertha Lazar wurde zusammen mit ihren vier Kindern und Werner Strauss als Juden denunziert und von der Gestapo in der Nacht vom 20. zum 21. Januar 1944 verhaftet. Vom Gefängnis Montluc in Lyon wurde die Gruppe am 28. Januar 1944 nach Drancy bei Paris gebracht. Am 3. Februar 1944 wurden alle mit dem Konvoi Nr. 67 nach Polen in das Vernichtungslager Auschwitz deportiert und wurden wahrscheinlich am 8. Februar 1944 ermordet. Am 23. Juni 1944 wurden sie als „Verstorben“ gemeldet. Ludwig Lazar entzog sich der Verhaftung durch die Gestapo. In der Annahme, die Gestapo suche nur nach ihm, versteckte er sich im Kleiderschrank und überlebte zunächst. In der Hoffnung seine Familie nochmals zu finden, gab er nach dem Krieg eine Suchanzeige auf. Nachdem Ludwig Lazar am 12. September 1963 vom Schicksal seiner Familie und seines Neffen erfuhr, beging er Selbstmord, indem er sich mit Kochgas vergiftete. |
|      | Kurt Lazar          | bei Hauptstraße 51                 |  | 15. Apr. 2019                | Ludwig Lazar und seine Frau Bertha, geborene Salmon lebten mit ihren drei Kindern Ruth, Günther und Kurt in Illingen. Anfang 1936 musste die Familie Illingen verlassen und fand Zuflucht in Nyons/Frankreich. Dort wurde 1939 auch das vierte Kind Fancine geboren. Werner Strauss, ein Neffe von Ludwig Lazar, wurde von seinen Eltern aufgrund der bedrohlichen Lage in Deutschland ebenfalls nach Nyons geschickt. Bertha Lazar wurde zusammen mit ihren vier Kindern und Werner Strauss als Juden denunziert und von der Gestapo in der Nacht vom 20. zum 21. Januar 1944 verhaftet. Vom Gefängnis Montluc in Lyon wurde die Gruppe am 28. Januar 1944 nach Drancy bei Paris gebracht. Am 3. Februar 1944 wurden alle mit dem Konvoi Nr. 67 nach Polen in das Vernichtungslager Auschwitz deportiert und wurden wahrscheinlich am 8. Februar 1944 ermordet. Am 23. Juni 1944 wurden sie als „Verstorben“ gemeldet. Ludwig Lazar entzog sich der Verhaftung durch die Gestapo. In der Annahme, die Gestapo suche nur nach ihm, versteckte er sich im Kleiderschrank und überlebte zunächst. In der Hoffnung seine Familie nochmals zu finden, gab er nach dem Krieg eine Suchanzeige auf. Nachdem Ludwig Lazar am 12. September 1963 vom Schicksal seiner Familie und seines Neffen erfuhr, beging er Selbstmord, indem er sich mit Kochgas vergiftete. |
|      | Francine Lazar      | bei Hauptstraße 51                 |  | 15. Apr. 2019                | Ludwig Lazar und seine Frau Bertha, geborene Salmon lebten mit ihren drei Kindern Ruth, Günther und Kurt in Illingen. Anfang 1936 musste die Familie Illingen verlassen und fand Zuflucht in Nyons/Frankreich. Dort wurde 1939 auch das vierte Kind Fancine geboren. Werner Strauss, ein Neffe von Ludwig Lazar, wurde von seinen Eltern aufgrund der bedrohlichen Lage in Deutschland ebenfalls nach Nyons geschickt. Bertha Lazar wurde zusammen mit ihren vier Kindern und Werner Strauss als Juden denunziert und von der Gestapo in der Nacht vom 20. zum 21. Januar 1944 verhaftet. Vom Gefängnis Montluc in Lyon wurde die Gruppe am 28. Januar 1944 nach Drancy bei Paris gebracht. Am 3. Februar 1944 wurden alle mit dem Konvoi Nr. 67 nach Polen in das Vernichtungslager Auschwitz deportiert und wurden wahrscheinlich am 8. Februar 1944 ermordet. Am 23. Juni 1944 wurden sie als „Verstorben“ gemeldet. Ludwig Lazar entzog sich der Verhaftung durch die Gestapo. In der Annahme, die Gestapo suche nur nach ihm, versteckte er sich im Kleiderschrank und überlebte zunächst. In der Hoffnung seine Familie nochmals zu finden, gab er nach dem Krieg eine Suchanzeige auf. Nachdem Ludwig Lazar am 12. September 1963 vom Schicksal seiner Familie und seines Neffen erfuhr, beging er Selbstmord, indem er sich mit Kochgas vergiftete. |
|      | Werner Strauss      | bei Hauptstraße 51                 |  | 15. Apr. 2019                | Ludwig Lazar und seine Frau Bertha, geborene Salmon lebten mit ihren drei Kindern Ruth, Günther und Kurt in Illingen. Anfang 1936 musste die Familie Illingen verlassen und fand Zuflucht in Nyons/Frankreich. Dort wurde 1939 auch das vierte Kind Fancine geboren. Werner Strauss, ein Neffe von Ludwig Lazar, wurde von seinen Eltern aufgrund der bedrohlichen Lage in Deutschland ebenfalls nach Nyons geschickt. Bertha Lazar wurde zusammen mit ihren vier Kindern und Werner Strauss als Juden denunziert und von der Gestapo in der Nacht vom 20. zum 21. Januar 1944 verhaftet. Vom Gefängnis Montluc in Lyon wurde die Gruppe am 28. Januar 1944 nach Drancy bei Paris gebracht. Am 3. Februar 1944 wurden alle mit dem Konvoi Nr. 67 nach Polen in das Vernichtungslager Auschwitz deportiert und wurden wahrscheinlich am 8. Februar 1944 ermordet. Am 23. Juni 1944 wurden sie als „Verstorben“ gemeldet. Ludwig Lazar entzog sich der Verhaftung durch die Gestapo. In der Annahme, die Gestapo suche nur nach ihm, versteckte er sich im Kleiderschrank und überlebte zunächst. In der Hoffnung seine Familie nochmals zu finden, gab er nach dem Krieg eine Suchanzeige auf. Nachdem Ludwig Lazar am 12. September 1963 vom Schicksal seiner Familie und seines Neffen erfuhr, beging er Selbstmord, indem er sich mit Kochgas vergiftete. |
|      | Simon Levy          | Hauptstraße / Ecke Eisenbahnstraße |  | 15. Apr. 2019                | Simon Levy und Bella Levy, geborene Lazar und deren Kinder Elsbeth, Marga, Richard, Herbert und Lotte verlassen 1936 Illingen und ziehen nach Luxemburg. Nach einem Jahr erfolgt die Ausweisung nach Frankreich, wo man in Nyons Zuflucht findet. Nach der Kapitulation Frankreichs wurden die Mitglieder der Familie immer wieder in französischen Internierungslager inhaftiert. In der Folge trennte sich die Familie und tauchte unter falschen Namen unter. Durch Hilfe mutiger Bürger, die später mit dem Ehrentitel Gerechter unter den Völkern ausgezeichnet wurden, konnte die Familie der Deportation entkommen. Zu den Rettern gehören die Kongregation der kleinen Schwestern der Armen, die Familie Gardere und der Priester Exbrayat. |
|      | Bella Levy          | Hauptstraße / Ecke Eisenbahnstraße |  | 15. Apr. 2019                | Simon Levy und Bella Levy, geborene Lazar und deren Kinder Elsbeth, Marga, Richard, Herbert und Lotte verlassen 1936 Illingen und ziehen nach Luxemburg. Nach einem Jahr erfolgt die Ausweisung nach Frankreich, wo man in Nyons Zuflucht findet. Nach der Kapitulation Frankreichs wurden die Mitglieder der Familie immer wieder in französischen Internierungslager inhaftiert. In der Folge trennte sich die Familie und tauchte unter falschen Namen unter. Durch Hilfe mutiger Bürger, die später mit dem Ehrentitel Gerechter unter den Völkern ausgezeichnet wurden, konnte die Familie der Deportation entkommen. Zu den Rettern gehören die Kongregation der kleinen Schwestern der Armen, die Familie Gardere und der Priester Exbrayat. |
|      | Elsbeth Levy        | Hauptstraße / Ecke Eisenbahnstraße |  | 15. Apr. 2019                | Simon Levy und Bella Levy, geborene Lazar und deren Kinder Elsbeth, Marga, Richard, Herbert und Lotte verlassen 1936 Illingen und ziehen nach Luxemburg. Nach einem Jahr erfolgt die Ausweisung nach Frankreich, wo man in Nyons Zuflucht findet. Nach der Kapitulation Frankreichs wurden die Mitglieder der Familie immer wieder in französischen Internierungslager inhaftiert. In der Folge trennte sich die Familie und tauchte unter falschen Namen unter. Durch Hilfe mutiger Bürger, die später mit dem Ehrentitel Gerechter unter den Völkern ausgezeichnet wurden, konnte die Familie der Deportation entkommen. Zu den Rettern gehören die Kongregation der kleinen Schwestern der Armen, die Familie Gardere und der Priester Exbrayat. |
|      | Marga Levy          | Hauptstraße / Ecke Eisenbahnstraße |  | 15. Apr. 2019                | Simon Levy und Bella Levy, geborene Lazar und deren Kinder Elsbeth, Marga, Richard, Herbert und Lotte verlassen 1936 Illingen und ziehen nach Luxemburg. Nach einem Jahr erfolgt die Ausweisung nach Frankreich, wo man in Nyons Zuflucht findet. Nach der Kapitulation Frankreichs wurden die Mitglieder der Familie immer wieder in französischen Internierungslager inhaftiert. In der Folge trennte sich die Familie und tauchte unter falschen Namen unter. Durch Hilfe mutiger Bürger, die später mit dem Ehrentitel Gerechter unter den Völkern ausgezeichnet wurden, konnte die Familie der Deportation entkommen. Zu den Rettern gehören die Kongregation der kleinen Schwestern der Armen, die Familie Gardere und der Priester Exbrayat. |
|      | Richard Levy        | Hauptstraße / Ecke Eisenbahnstraße |  | 15. Apr. 2019                | Simon Levy und Bella Levy, geborene Lazar und deren Kinder Elsbeth, Marga, Richard, Herbert und Lotte verlassen 1936 Illingen und ziehen nach Luxemburg. Nach einem Jahr erfolgt die Ausweisung nach Frankreich, wo man in Nyons Zuflucht findet. Nach der Kapitulation Frankreichs wurden die Mitglieder der Familie immer wieder in französischen Internierungslager inhaftiert. In der Folge trennte sich die Familie und tauchte unter falschen Namen unter. Durch Hilfe mutiger Bürger, die später mit dem Ehrentitel Gerechter unter den Völkern ausgezeichnet wurden, konnte die Familie der Deportation entkommen. Zu den Rettern gehören die Kongregation der kleinen Schwestern der Armen, die Familie Gardere und der Priester Exbrayat. |
|      | Herbert Moritz Levy | Hauptstraße / Ecke Eisenbahnstraße |  | 15. Apr. 2019                | Simon Levy und Bella Levy, geborene Lazar und deren Kinder Elsbeth, Marga, Richard, Herbert und Lotte verlassen 1936 Illingen und ziehen nach Luxemburg. Nach einem Jahr erfolgt die Ausweisung nach Frankreich, wo man in Nyons Zuflucht findet. Nach der Kapitulation Frankreichs wurden die Mitglieder der Familie immer wieder in französischen Internierungslager inhaftiert. In der Folge trennte sich die Familie und tauchte unter falschen Namen unter. Durch Hilfe mutiger Bürger, die später mit dem Ehrentitel Gerechter unter den Völkern ausgezeichnet wurden, konnte die Familie der Deportation entkommen. Zu den Rettern gehören die Kongregation der kleinen Schwestern der Armen, die Familie Gardere und der Priester Exbrayat. |
|      | Lotte Levy          | Hauptstraße / Ecke Eisenbahnstraße |  | 15. Apr. 2019                | Simon Levy und Bella Levy, geborene Lazar und deren Kinder Elsbeth, Marga, Richard, Herbert und Lotte verlassen 1936 Illingen und ziehen nach Luxemburg. Nach einem Jahr erfolgt die Ausweisung nach Frankreich, wo man in Nyons Zuflucht findet. Nach der Kapitulation Frankreichs wurden die Mitglieder der Familie immer wieder in französischen Internierungslager inhaftiert. In der Folge trennte sich die Familie und tauchte unter falschen Namen unter. Durch Hilfe mutiger Bürger, die später mit dem Ehrentitel Gerechter unter den Völkern ausgezeichnet wurden, konnte die Familie der Deportation entkommen. Zu den Rettern gehören die Kongregation der kleinen Schwestern der Armen, die Familie Gardere und der Priester Exbrayat. |
|      | Regina Levy         | Judengasse 1                       |  | 15. Apr. 2019                | Familie Levy |
|      | Leo Levy            | Judengasse 1                       |  | 15. Apr. 2019                | Familie Levy |
|      | Kurt Levy           | Judengasse 1                       |  | 15. Apr. 2019                | Familie Levy |
|      | Alice Levy          | Judengasse 1                       |  | 15. Apr. 2019                | Familie Levy |
|      | Claudette Levy      | Judengasse 1                       |  | 15. Apr. 2019                | Familie Levy |

## Ottweiler
Die Verlegung der Stolpersteine in Ottweiler fand am 21. Februar 2014 statt. An diesem Tag verlegte Demnig insgesamt zehn Stolpersteine, die an drei Familien erinnern sollen.
Am 21. April 2015 schloss sich eine zweite Verlegeaktion an, bei der insgesamt 11 neue Stolpersteine verlegt wurden. Die Verlegung war in ein Rahmenprogramm eingebunden. So wurden Fürbitten gehalten und die Biografien wurden von Schülern des Gymnasiums Ottweilers und der Gemeinschaftsschule Anton Hansen skizziert. Anschließend fand eine Gedenkstunde statt.
Am 8. September 2016 fand eine dritte Verlegung statt. Dabei wurden die Familien Herrmann und Salomon, das Ehepaar Marx sowie Caroline Herrmann in Ottweiler mit Gedenksteinen bedacht. Wie bereits 2015 wurde ein ähnliches Rahmenprogramm abgehalten.
Die vierte Verlegung durch Gunter Demnig erfolgte am 30. Oktober 2018. Erstmals in Ottweiler wurden die Stolpersteine für politisch Verfolgte verlegt, nämlich die der Familien Maas, Pabst und John sowie für Heinrich Werner. An diesem Tag wurden 13 Stolpersteine verlegt.

## Verlegte Stolpersteine
| Bild | Name                               | Standort                                          | | Verlegedatum  | Leben |
| ---- | ---------------------------------- | ------------------------------------------------- | --- | ------------- | --- |
|      | Emma Barth                         | Gäßling 42                                        | | 21. Feb. 2014 | Althändler Heinrich Barth (geboren am 5. Januar 1878) ehelichte seine Frau Emma, geborene Schwarz (geboren am 4. Dezember 1842) am 21. Februar 1903 in Illingen. Aus der Ehe gingen die beiden Söhne Friedrich (geboren am 10. Dezember 1903) und Max (geboren am 20. Februar 1905) hervor. Beide lernten Handelsgehilfe um später den elterlichen Betrieb zu übernehmen. Während der Zeit des Nationalsozialismus emigrierten beide Söhne in die Vereinigten Staaten und überlebten so den Holocaust. Die Eheleute Heinrich und Emma Barth wurden jedoch im Rahmen der Bürckel-Wagner-Aktion ins KZ Auschwitz gebracht und dort 1942 ermordet. |
|      | Friedrich Barth                    | Gäßling 42                                        | | 21. Feb. 2014 | Althändler Heinrich Barth (geboren am 5. Januar 1878) ehelichte seine Frau Emma, geborene Schwarz (geboren am 4. Dezember 1842) am 21. Februar 1903 in Illingen. Aus der Ehe gingen die beiden Söhne Friedrich (geboren am 10. Dezember 1903) und Max (geboren am 20. Februar 1905) hervor. Beide lernten Handelsgehilfe um später den elterlichen Betrieb zu übernehmen. Während der Zeit des Nationalsozialismus emigrierten beide Söhne in die Vereinigten Staaten und überlebten so den Holocaust. Die Eheleute Heinrich und Emma Barth wurden jedoch im Rahmen der Bürckel-Wagner-Aktion ins KZ Auschwitz gebracht und dort 1942 ermordet. |
|      | Heinrich Barth                     | Gäßling 42                                        | | 21. Feb. 2014 | Althändler Heinrich Barth (geboren am 5. Januar 1878) ehelichte seine Frau Emma, geborene Schwarz (geboren am 4. Dezember 1842) am 21. Februar 1903 in Illingen. Aus der Ehe gingen die beiden Söhne Friedrich (geboren am 10. Dezember 1903) und Max (geboren am 20. Februar 1905) hervor. Beide lernten Handelsgehilfe um später den elterlichen Betrieb zu übernehmen. Während der Zeit des Nationalsozialismus emigrierten beide Söhne in die Vereinigten Staaten und überlebten so den Holocaust. Die Eheleute Heinrich und Emma Barth wurden jedoch im Rahmen der Bürckel-Wagner-Aktion ins KZ Auschwitz gebracht und dort 1942 ermordet. |
|      | Max Barth                          | Gäßling 42                                        | | 21. Feb. 2014 | Althändler Heinrich Barth (geboren am 5. Januar 1878) ehelichte seine Frau Emma, geborene Schwarz (geboren am 4. Dezember 1842) am 21. Februar 1903 in Illingen. Aus der Ehe gingen die beiden Söhne Friedrich (geboren am 10. Dezember 1903) und Max (geboren am 20. Februar 1905) hervor. Beide lernten Handelsgehilfe um später den elterlichen Betrieb zu übernehmen. Während der Zeit des Nationalsozialismus emigrierten beide Söhne in die Vereinigten Staaten und überlebten so den Holocaust. Die Eheleute Heinrich und Emma Barth wurden jedoch im Rahmen der Bürckel-Wagner-Aktion ins KZ Auschwitz gebracht und dort 1942 ermordet. |
|      | Alfred Cahn                        | Wilhelm-Heinrich-Straße 12                        | | 21. Feb. 2014 | Alfred (geboren 1881) und Gertrude, geborene Grümebaum, Cahn (geboren 1897) führten ein Möbelhaus in Ottweiler. Die beiden hatten zwei gemeinsame Töchter, Edith (geboren am 31. Dezember 1922) und Marianne (geboren am 11. September 1924). Während im Deutschen Reich bereits die Nationalsozialisten die Macht übernommen hatten, versteckten Cahn Verwandte aus dem Ruhrgebiet in ihrem Haus, die nach Frankreich flohen. Als nach der Saarabstimmung das Saargebiet Teil des Dritten Reichs wurde, war das Möbelgeschäft von Boykottmaßnahmen betroffen. 1935 wurde Alfred Cahn das erste Mal verhaftet und von der Gestapo schwer misshandelt. 1938 folgte im Rahmen der Reichspogromnacht die zweite Verhaftung. Alfred Cahn kam nach Dachau, wurde aber kurz darauf entlassen. Trotzdem blieb er in Ottweiler. Emigrationsversuche scheiterten an der fehlenden familiären Unterstützung. Sie mussten ihr Haus verkaufen, wobei sich der Schwiegervater an dem verbliebenen Familienvermögen bereicherte, und kamen zeitweise bei einer befreundeten Familie unter. Im Rahmen der Bürckel-Wagner-Aktion kamen Alfred und Gertrude Cahn ins KZ Auschwitz, wo sie beide am 16. August 1942 ermordet wurden. Ihre beiden Töchter kamen nach KZ Stutthof, wo sie im Oktober 1944 ermordet wurden. |
|      | Edith Cahn                         | Wilhelm-Heinrich-Straße 12                        | | 21. Feb. 2014 | Alfred (geboren 1881) und Gertrude, geborene Grümebaum, Cahn (geboren 1897) führten ein Möbelhaus in Ottweiler. Die beiden hatten zwei gemeinsame Töchter, Edith (geboren am 31. Dezember 1922) und Marianne (geboren am 11. September 1924). Während im Deutschen Reich bereits die Nationalsozialisten die Macht übernommen hatten, versteckten Cahn Verwandte aus dem Ruhrgebiet in ihrem Haus, die nach Frankreich flohen. Als nach der Saarabstimmung das Saargebiet Teil des Dritten Reichs wurde, war das Möbelgeschäft von Boykottmaßnahmen betroffen. 1935 wurde Alfred Cahn das erste Mal verhaftet und von der Gestapo schwer misshandelt. 1938 folgte im Rahmen der Reichspogromnacht die zweite Verhaftung. Alfred Cahn kam nach Dachau, wurde aber kurz darauf entlassen. Trotzdem blieb er in Ottweiler. Emigrationsversuche scheiterten an der fehlenden familiären Unterstützung. Sie mussten ihr Haus verkaufen, wobei sich der Schwiegervater an dem verbliebenen Familienvermögen bereicherte, und kamen zeitweise bei einer befreundeten Familie unter. Im Rahmen der Bürckel-Wagner-Aktion kamen Alfred und Gertrude Cahn ins KZ Auschwitz, wo sie beide am 16. August 1942 ermordet wurden. Ihre beiden Töchter kamen nach KZ Stutthof, wo sie im Oktober 1944 ermordet wurden. |
|      | Gertrud Cahn                       | Wilhelm-Heinrich-Straße 12                        | | 21. Feb. 2014 | Alfred (geboren 1881) und Gertrude, geborene Grümebaum, Cahn (geboren 1897) führten ein Möbelhaus in Ottweiler. Die beiden hatten zwei gemeinsame Töchter, Edith (geboren am 31. Dezember 1922) und Marianne (geboren am 11. September 1924). Während im Deutschen Reich bereits die Nationalsozialisten die Macht übernommen hatten, versteckten Cahn Verwandte aus dem Ruhrgebiet in ihrem Haus, die nach Frankreich flohen. Als nach der Saarabstimmung das Saargebiet Teil des Dritten Reichs wurde, war das Möbelgeschäft von Boykottmaßnahmen betroffen. 1935 wurde Alfred Cahn das erste Mal verhaftet und von der Gestapo schwer misshandelt. 1938 folgte im Rahmen der Reichspogromnacht die zweite Verhaftung. Alfred Cahn kam nach Dachau, wurde aber kurz darauf entlassen. Trotzdem blieb er in Ottweiler. Emigrationsversuche scheiterten an der fehlenden familiären Unterstützung. Sie mussten ihr Haus verkaufen, wobei sich der Schwiegervater an dem verbliebenen Familienvermögen bereicherte, und kamen zeitweise bei einer befreundeten Familie unter. Im Rahmen der Bürckel-Wagner-Aktion kamen Alfred und Gertrude Cahn ins KZ Auschwitz, wo sie beide am 16. August 1942 ermordet wurden. Ihre beiden Töchter kamen nach KZ Stutthof, wo sie im Oktober 1944 ermordet wurden. |
|      | Marianne Cahn                      | Wilhelm-Heinrich-Straße 12                        | | 21. Feb. 2014 | Alfred (geboren 1881) und Gertrude, geborene Grümebaum, Cahn (geboren 1897) führten ein Möbelhaus in Ottweiler. Die beiden hatten zwei gemeinsame Töchter, Edith (geboren am 31. Dezember 1922) und Marianne (geboren am 11. September 1924). Während im Deutschen Reich bereits die Nationalsozialisten die Macht übernommen hatten, versteckten Cahn Verwandte aus dem Ruhrgebiet in ihrem Haus, die nach Frankreich flohen. Als nach der Saarabstimmung das Saargebiet Teil des Dritten Reichs wurde, war das Möbelgeschäft von Boykottmaßnahmen betroffen. 1935 wurde Alfred Cahn das erste Mal verhaftet und von der Gestapo schwer misshandelt. 1938 folgte im Rahmen der Reichspogromnacht die zweite Verhaftung. Alfred Cahn kam nach Dachau, wurde aber kurz darauf entlassen. Trotzdem blieb er in Ottweiler. Emigrationsversuche scheiterten an der fehlenden familiären Unterstützung. Sie mussten ihr Haus verkaufen, wobei sich der Schwiegervater an dem verbliebenen Familienvermögen bereicherte, und kamen zeitweise bei einer befreundeten Familie unter. Im Rahmen der Bürckel-Wagner-Aktion kamen Alfred und Gertrude Cahn ins KZ Auschwitz, wo sie beide am 16. August 1942 ermordet wurden. Ihre beiden Töchter kamen nach KZ Stutthof, wo sie im Oktober 1944 ermordet wurden. |
|      | Elise Coblenz                      | Wilhelm-Heinrich-Straße 36                        | | 21. Feb. 2014 | Oskar Coblenz (geboren am 3. Mai 1863 in Ottweiler) lebte seit 1893 in Berlin. Er arbeitete dort als Leiter einer Niederlassung des Calmann-Lévy-Verlages sowie als Generalvertreter für Deutschland und Österreich-Ungarn, außerdem führte er die Verlagsbuchhandlung Expedition der allgemeinen medizinischen Zentral-Zeitung. Verheiratet war er mit Elise, geborene Boas (geboren am 17. Dezember 1884 in Amsterdam). Nach der Machtergreifung floh die Familie nach Ottweiler, um sich dem Zugriff der Nationalsozialisten zu entziehen. Als das Saargebiet rückgegliedert wurde, emigrierte das Ehepaar ein zweites Mal, diesmal nach Amsterdam, der Heimatstadt von Elise Coblenz. Dort wurden sie im April 1943 verhaftet. Beide kamen im KZ Sobibor ums Leben. |
|      | Oskar Coblenz                      | Wilhelm-Heinrich-Straße 36                        | | 21. Feb. 2014 | Oskar Coblenz (geboren am 3. Mai 1863 in Ottweiler) lebte seit 1893 in Berlin. Er arbeitete dort als Leiter einer Niederlassung des Calmann-Lévy-Verlages sowie als Generalvertreter für Deutschland und Österreich-Ungarn, außerdem führte er die Verlagsbuchhandlung Expedition der allgemeinen medizinischen Zentral-Zeitung. Verheiratet war er mit Elise, geborene Boas (geboren am 17. Dezember 1884 in Amsterdam). Nach der Machtergreifung floh die Familie nach Ottweiler, um sich dem Zugriff der Nationalsozialisten zu entziehen. Als das Saargebiet rückgegliedert wurde, emigrierte das Ehepaar ein zweites Mal, diesmal nach Amsterdam, der Heimatstadt von Elise Coblenz. Dort wurden sie im April 1943 verhaftet. Beide kamen im KZ Sobibor ums Leben. |
|      | Caroline Herrmann                  | Schlosshof 4 beim Synagogengedenkstein            | | 8. Sep. 2016  | Caroline Wolff kam am 18. Oktober 1865 in Nalbach zur Welt. 1894 heiratete sie ihren Mann Moses Hermann. Nach dem Tod ihres Mannes 1931 blieb sie in ottweiler wohnen. Am 22. Oktober 1940 wurde sie während der Operation Bürckel verhaftet und kam ins Camp de Gurs und von dort ins Camp de Rivesaltes, wo sie am 3. September 1941 verstarb. |
|      | Myrtil Herrmann                    | Bahnhofstraße 25                                  | | 8. Sep. 2016  | Myrtil Herrmann lebte 34 Jahre in Ottweiler. Zusammen mit seiner Ehefrau Germaine Herrmann hatten sie einen Sohn namens Edmund Myrtil, der als einziger den Terror der Nazis überlebte. Die Familie zog später auf Grund des Druckes durch die Nazis nach Neunkirchen. Die Familie kam am 22. Oktober 1940 ins Camp de Gurs. Am 13. September 1942 kam Germania zunächst ins Frauenlager Drancy und asnchließend ins KZ Auschwitz-Birkenau, wo sie ermordet wurde. Der Familienvater folgte am 8. Dezember 1983 nach Auschwitz, auch er wurde dort ermordet. Edmond Myrtil Herrmann kam frei und überlebte in einem französischen Kinderheim und konnte als Zwölfjähriger nach Palästina fliehen. |
|      | Germania Herrmann                  | Bahnhofstraße 25                                  | | 8. Sep. 2016  | Myrtil Herrmann lebte 34 Jahre in Ottweiler. Zusammen mit seiner Ehefrau Germaine Herrmann hatten sie einen Sohn namens Edmund Myrtil, der als einziger den Terror der Nazis überlebte. Die Familie zog später auf Grund des Druckes durch die Nazis nach Neunkirchen. Die Familie kam am 22. Oktober 1940 ins Camp de Gurs. Am 13. September 1942 kam Germania zunächst ins Frauenlager Drancy und asnchließend ins KZ Auschwitz-Birkenau, wo sie ermordet wurde. Der Familienvater folgte am 8. Dezember 1983 nach Auschwitz, auch er wurde dort ermordet. Edmond Myrtil Herrmann kam frei und überlebte in einem französischen Kinderheim und konnte als Zwölfjähriger nach Palästina fliehen. |
|      | Edmond Myrtil Herrmann             | Bahnhofstraße 25                                  | | 8. Sep. 2016  | Myrtil Herrmann lebte 34 Jahre in Ottweiler. Zusammen mit seiner Ehefrau Germaine Herrmann hatten sie einen Sohn namens Edmund Myrtil, der als einziger den Terror der Nazis überlebte. Die Familie zog später auf Grund des Druckes durch die Nazis nach Neunkirchen. Die Familie kam am 22. Oktober 1940 ins Camp de Gurs. Am 13. September 1942 kam Germania zunächst ins Frauenlager Drancy und asnchließend ins KZ Auschwitz-Birkenau, wo sie ermordet wurde. Der Familienvater folgte am 8. Dezember 1983 nach Auschwitz, auch er wurde dort ermordet. Edmond Myrtil Herrmann kam frei und überlebte in einem französischen Kinderheim und konnte als Zwölfjähriger nach Palästina fliehen. |
|      | Frieda John                        | Gäßling 25                                        | | 30. Okt. 2018 | |
|      | Frieda Amalia John                 | Gäßling 25                                        | | 30. Okt. 2018 | |
|      | Helmut John                        | Gäßling 25                                        | | 30. Okt. 2018 | |
|      | Hermann John                       | Gäßling 25                                        | | 30. Okt. 2018 | |
|      | Karl Friedrich John                | Gäßling 25                                        | | 30. Okt. 2018 | |
|      | Karl Heinz John                    | Gäßling 25                                        | | 30. Okt. 2018 | |
|      | Lore Lotte John                    | Gäßling 25                                        | | 30. Okt. 2018 | |
|      | Friedrich Naumann                  | Auf dem Graben 3                                  | | 8. Nov. 2022  | |
|      | Adelheid Naumann                   | Auf dem Graben 3                                  | | 8. Nov. 2022  | |
|      | Karl Wilhelm Pfordt                | Linxweiler Straße 1                               | | 8. Nov. 2022  | Karl Wilhelm Pfordt wurde 1877 geboren. Nachdem sein jüngster Sohn in Spanien gefallen war, war die gesamte Familie von Verfolgung bedroht. Sowohl seine Ehefrau Karoline und seine Tochter Emmi wurden mehrfach wegen des verdachts auf Spionage festgenommen. Neben der Beobachtung durch die Gestapo trat auch eine Hetze und offene Verachtung für die Familie in der Bevölkerung auf. Nach dem Zweiten Weltkrieg wurden sie als Opfer des Nationalsozialismus anerkannt und konnten sich durch die Wiedergutmachung ein neues Leben aufbauen. |
|      | Karoline Pfordt geb. Klein         | Linxweiler Straße 1                               | | 8. Nov. 2022  | Karl Wilhelm Pfordt wurde 1877 geboren. Nachdem sein jüngster Sohn in Spanien gefallen war, war die gesamte Familie von Verfolgung bedroht. Sowohl seine Ehefrau Karoline und seine Tochter Emmi wurden mehrfach wegen des verdachts auf Spionage festgenommen. Neben der Beobachtung durch die Gestapo trat auch eine Hetze und offene Verachtung für die Familie in der Bevölkerung auf. Nach dem Zweiten Weltkrieg wurden sie als Opfer des Nationalsozialismus anerkannt und konnten sich durch die Wiedergutmachung ein neues Leben aufbauen. |
|      | Emmi Pfordt                        | Linxweiler Straße 1                               | | 8. Nov. 2022  | Karl Wilhelm Pfordt wurde 1877 geboren. Nachdem sein jüngster Sohn in Spanien gefallen war, war die gesamte Familie von Verfolgung bedroht. Sowohl seine Ehefrau Karoline und seine Tochter Emmi wurden mehrfach wegen des verdachts auf Spionage festgenommen. Neben der Beobachtung durch die Gestapo trat auch eine Hetze und offene Verachtung für die Familie in der Bevölkerung auf. Nach dem Zweiten Weltkrieg wurden sie als Opfer des Nationalsozialismus anerkannt und konnten sich durch die Wiedergutmachung ein neues Leben aufbauen. |
|      | Hildegard Pfordt verh. Griebichler | Linxweiler Straße 1                               | Hildegard Pfordt (* 1912) war Sekretärin von Max Braun, dem Vorsitzenden der saarländischen SPD. Sie heiratete später und wurde eine Griebichler. Zusammen mit ihrem Ehemann folgte sie Braun in die Emigration. Sie und ihr Ehemann wurden 1941 in Paris verhaftet und zu drei Jahren Gefängnis verurteilt. | 8. Nov. 2022  | |
|      | Wilhelm Pfordt                     | Linxweiler Straße 1                               | Wilhelm Pfordt (geb. 26. Oktober 1909 in Ottweiler; verstorben 20. Oktober 1938 in Tardienta) war der jüngste der fünf Kinder der Familie Pfordt. Er trat mit 17 Jahren der Sozialistischen Arbeiter-Jugend bei und wurde später SPD-Mitglied und Mitglied des Reichsbanners Schwarz-Rot-Gold. Er arbeitete als Büroangestellter der Kreissparkasse und engagierte sich zudem im Zentralverband der Angestellten. Im Februar 1935 emnigrierte er nach Frankreich und kam in Montauban unter. Dort engagierte er sich in der CGT und unterstützte die Dortige Streikbewegung. Am 13. September 1936 ging er nach Spanien und unterstützte dort die Internationalen Brigaden. Er gehörte der Centuria Thälmann an und fiel am 20. Oktober 1936 nach einer Bombardierung durch die Legion Condor. | 8. Nov. 2022  | |
|      | Artur Salm                         | Parkplatz des Dienstgebäudes II des Landratsamtes | | 21. Apr. 2015 | Vor der Aktion Bürckel konnte die jüdische Familie Salm nach Frankreich flüchten. Vater Artur wurde jedoch später in Frankreich verhaftet und anschließend in Auschwitz ermordet. Seine Frau Mathilde sowie das Zwillingspärchen Marliese und Margareth überlebten den Krieg. |
|      | Mathilde Salm                      | Parkplatz des Dienstgebäudes II des Landratsamtes | | 21. Apr. 2015 | Vor der Aktion Bürckel konnte die jüdische Familie Salm nach Frankreich flüchten. Vater Artur wurde jedoch später in Frankreich verhaftet und anschließend in Auschwitz ermordet. Seine Frau Mathilde sowie das Zwillingspärchen Marliese und Margareth überlebten den Krieg. |
|      | Marliese Salm                      | Parkplatz des Dienstgebäudes II des Landratsamtes | | 21. Apr. 2015 | Vor der Aktion Bürckel konnte die jüdische Familie Salm nach Frankreich flüchten. Vater Artur wurde jedoch später in Frankreich verhaftet und anschließend in Auschwitz ermordet. Seine Frau Mathilde sowie das Zwillingspärchen Marliese und Margareth überlebten den Krieg. |
|      | Margarethe Salm                    | Parkplatz des Dienstgebäudes II des Landratsamtes | | 21. Apr. 2015 | Vor der Aktion Bürckel konnte die jüdische Familie Salm nach Frankreich flüchten. Vater Artur wurde jedoch später in Frankreich verhaftet und anschließend in Auschwitz ermordet. Seine Frau Mathilde sowie das Zwillingspärchen Marliese und Margareth überlebten den Krieg. |
|      | Max Salm                           | Parkplatz des Dienstgebäudes II des Landratsamtes | | 21. Apr. 2015 | Max Salm lebte mit seiner Frau Emilie seit 1890 als Viehhändler in Ottweiler. Das Paar hatte zwei Kinder: Ilse und Fritz. Die gesamte Familie wurde am 22. Oktober 1940 während der Aktion Bürckel verhaftet und zunächst nach Gurs. Während Max Salm im KZ Majdanek ermordet wurde, starben seine Frau Milli und seine beiden Kinder in Auschwitz. |
|      | Milli Salm                         | Parkplatz des Dienstgebäudes II des Landratsamtes | | 21. Apr. 2015 | Max Salm lebte mit seiner Frau Emilie seit 1890 als Viehhändler in Ottweiler. Das Paar hatte zwei Kinder: Ilse und Fritz. Die gesamte Familie wurde am 22. Oktober 1940 während der Aktion Bürckel verhaftet und zunächst nach Gurs. Während Max Salm im KZ Majdanek ermordet wurde, starben seine Frau Milli und seine beiden Kinder in Auschwitz. |
|      | Fritz Salm                         | Parkplatz des Dienstgebäudes II des Landratsamtes | | 21. Apr. 2015 | Max Salm lebte mit seiner Frau Emilie seit 1890 als Viehhändler in Ottweiler. Das Paar hatte zwei Kinder: Ilse und Fritz. Die gesamte Familie wurde am 22. Oktober 1940 während der Aktion Bürckel verhaftet und zunächst nach Gurs. Während Max Salm im KZ Majdanek ermordet wurde, starben seine Frau Milli und seine beiden Kinder in Auschwitz. |
|      | Ilse Salm                          | Parkplatz des Dienstgebäudes II des Landratsamtes | | 21. Apr. 2015 | Max Salm lebte mit seiner Frau Emilie seit 1890 als Viehhändler in Ottweiler. Das Paar hatte zwei Kinder: Ilse und Fritz. Die gesamte Familie wurde am 22. Oktober 1940 während der Aktion Bürckel verhaftet und zunächst nach Gurs. Während Max Salm im KZ Majdanek ermordet wurde, starben seine Frau Milli und seine beiden Kinder in Auschwitz. |
|      | Julius Salm                        | Enggaß 5                                          | | 21. Apr. 2015 | Julius Salm war gebürtiger Ottweiler und zog 1918 nach Dortmund, wo er mit seiner Frau Erna Salm, geborene Lewin, zusammenlebte. 1923 kam ihr Sohn Kurt zur Welt. Die Familie kehrte 1930 nach Ottweiler zurück, da Julius Salm sich eine Karriere als Kaufmann versprach. Nach der Volksabstimmung 1935 floh die Familie nach Paris, wo Julius eine Fabrik zur Schlipsherstellung gründete. Julius Salm verstarb jedoch bereits 1939. Erna Salm floh mit ihrem Sohn weiter nach Lyon. Als die Stadt besetzt wurde, blieben die beiden im Untergrund. Kurt Salm wurde im Mai 1944 bei einer Razzia entdeckt und 1945 im KZ Buchenwald ermordet. Erna Salm überlebte den Krieg völlig mittellos und in schlechter geistiger und körperlicher Verfassung. Ihren Lebensabend verbrachte sie bei Bekannten in Israel. |
|      | Erna Salm                          | Enggaß 5                                          | | 21. Apr. 2015 | Julius Salm war gebürtiger Ottweiler und zog 1918 nach Dortmund, wo er mit seiner Frau Erna Salm, geborene Lewin, zusammenlebte. 1923 kam ihr Sohn Kurt zur Welt. Die Familie kehrte 1930 nach Ottweiler zurück, da Julius Salm sich eine Karriere als Kaufmann versprach. Nach der Volksabstimmung 1935 floh die Familie nach Paris, wo Julius eine Fabrik zur Schlipsherstellung gründete. Julius Salm verstarb jedoch bereits 1939. Erna Salm floh mit ihrem Sohn weiter nach Lyon. Als die Stadt besetzt wurde, blieben die beiden im Untergrund. Kurt Salm wurde im Mai 1944 bei einer Razzia entdeckt und 1945 im KZ Buchenwald ermordet. Erna Salm überlebte den Krieg völlig mittellos und in schlechter geistiger und körperlicher Verfassung. Ihren Lebensabend verbrachte sie bei Bekannten in Israel. |
|      | Kurt Salm                          | Enggaß 5                                          | | 21. Apr. 2015 | Julius Salm war gebürtiger Ottweiler und zog 1918 nach Dortmund, wo er mit seiner Frau Erna Salm, geborene Lewin, zusammenlebte. 1923 kam ihr Sohn Kurt zur Welt. Die Familie kehrte 1930 nach Ottweiler zurück, da Julius Salm sich eine Karriere als Kaufmann versprach. Nach der Volksabstimmung 1935 floh die Familie nach Paris, wo Julius eine Fabrik zur Schlipsherstellung gründete. Julius Salm verstarb jedoch bereits 1939. Erna Salm floh mit ihrem Sohn weiter nach Lyon. Als die Stadt besetzt wurde, blieben die beiden im Untergrund. Kurt Salm wurde im Mai 1944 bei einer Razzia entdeckt und 1945 im KZ Buchenwald ermordet. Erna Salm überlebte den Krieg völlig mittellos und in schlechter geistiger und körperlicher Verfassung. Ihren Lebensabend verbrachte sie bei Bekannten in Israel. |
|      | Leo Salomon                        | Tenschstraße 25                                   | | 8. Sep. 2016  | Die Familie Salomon wohnte in der Ottweiler Altstadt. Aus der Ehe zwischen Leo (geboren 10. November 1869 in Feldberg) und Bertha (geboren 4. März 1873 in Wiebelskirchen, geb. Haas) gingen zwei Töchter hervor: Rosa (28. Januar 1905) und Flora (28. Februar 1906). Rosa heiratete später Robert Marx, der jedoch früh verstarb. So kehrte sie mit ihrem Sohn Horst (2. September 1929) zurück zu ihrer Familie nach Ottweiler. Leo, Bertha, Horst und Rosa wurden alle am 22. Oktober 1940 verhaftet und in das Camp de Gurs gebracht. Rosa Marx kam ins Lager Drancy. 1942 wurde sie im KZ Auschwitz ermordet. Ihr Sohn Horst Marx entkam zunächst aus Gurs und rettete sich 1944 in die Schweiz. 1949 wanderte er nach Amerika aus. Leo und Bertha Salomon wurden 1944 in Montélimar befreit. 1945 verstarb Leo Salomon jedoch bei einem Autounfall. |
|      | Bertha Salomon                     | Tenschstraße 25                                   | | 8. Sep. 2016  | Die Familie Salomon wohnte in der Ottweiler Altstadt. Aus der Ehe zwischen Leo (geboren 10. November 1869 in Feldberg) und Bertha (geboren 4. März 1873 in Wiebelskirchen, geb. Haas) gingen zwei Töchter hervor: Rosa (28. Januar 1905) und Flora (28. Februar 1906). Rosa heiratete später Robert Marx, der jedoch früh verstarb. So kehrte sie mit ihrem Sohn Horst (2. September 1929) zurück zu ihrer Familie nach Ottweiler. Leo, Bertha, Horst und Rosa wurden alle am 22. Oktober 1940 verhaftet und in das Camp de Gurs gebracht. Rosa Marx kam ins Lager Drancy. 1942 wurde sie im KZ Auschwitz ermordet. Ihr Sohn Horst Marx entkam zunächst aus Gurs und rettete sich 1944 in die Schweiz. 1949 wanderte er nach Amerika aus. Leo und Bertha Salomon wurden 1944 in Montélimar befreit. 1945 verstarb Leo Salomon jedoch bei einem Autounfall. |
|      | Flora Salomon                      | Tenschstraße 25                                   | | 8. Sep. 2016  | Die Familie Salomon wohnte in der Ottweiler Altstadt. Aus der Ehe zwischen Leo (geboren 10. November 1869 in Feldberg) und Bertha (geboren 4. März 1873 in Wiebelskirchen, geb. Haas) gingen zwei Töchter hervor: Rosa (28. Januar 1905) und Flora (28. Februar 1906). Rosa heiratete später Robert Marx, der jedoch früh verstarb. So kehrte sie mit ihrem Sohn Horst (2. September 1929) zurück zu ihrer Familie nach Ottweiler. Leo, Bertha, Horst und Rosa wurden alle am 22. Oktober 1940 verhaftet und in das Camp de Gurs gebracht. Rosa Marx kam ins Lager Drancy. 1942 wurde sie im KZ Auschwitz ermordet. Ihr Sohn Horst Marx entkam zunächst aus Gurs und rettete sich 1944 in die Schweiz. 1949 wanderte er nach Amerika aus. Leo und Bertha Salomon wurden 1944 in Montélimar befreit. 1945 verstarb Leo Salomon jedoch bei einem Autounfall. |
|      | Horst Marx                         | Tenschstraße 25                                   | | 8. Sep. 2016  | Die Familie Salomon wohnte in der Ottweiler Altstadt. Aus der Ehe zwischen Leo (geboren 10. November 1869 in Feldberg) und Bertha (geboren 4. März 1873 in Wiebelskirchen, geb. Haas) gingen zwei Töchter hervor: Rosa (28. Januar 1905) und Flora (28. Februar 1906). Rosa heiratete später Robert Marx, der jedoch früh verstarb. So kehrte sie mit ihrem Sohn Horst (2. September 1929) zurück zu ihrer Familie nach Ottweiler. Leo, Bertha, Horst und Rosa wurden alle am 22. Oktober 1940 verhaftet und in das Camp de Gurs gebracht. Rosa Marx kam ins Lager Drancy. 1942 wurde sie im KZ Auschwitz ermordet. Ihr Sohn Horst Marx entkam zunächst aus Gurs und rettete sich 1944 in die Schweiz. 1949 wanderte er nach Amerika aus. Leo und Bertha Salomon wurden 1944 in Montélimar befreit. 1945 verstarb Leo Salomon jedoch bei einem Autounfall. |
|      | Rosa Marx                          | Tenschstraße 25                                   | | 8. Sep. 2016  | Die Familie Salomon wohnte in der Ottweiler Altstadt. Aus der Ehe zwischen Leo (geboren 10. November 1869 in Feldberg) und Bertha (geboren 4. März 1873 in Wiebelskirchen, geb. Haas) gingen zwei Töchter hervor: Rosa (28. Januar 1905) und Flora (28. Februar 1906). Rosa heiratete später Robert Marx, der jedoch früh verstarb. So kehrte sie mit ihrem Sohn Horst (2. September 1929) zurück zu ihrer Familie nach Ottweiler. Leo, Bertha, Horst und Rosa wurden alle am 22. Oktober 1940 verhaftet und in das Camp de Gurs gebracht. Rosa Marx kam ins Lager Drancy. 1942 wurde sie im KZ Auschwitz ermordet. Ihr Sohn Horst Marx entkam zunächst aus Gurs und rettete sich 1944 in die Schweiz. 1949 wanderte er nach Amerika aus. Leo und Bertha Salomon wurden 1944 in Montélimar befreit. 1945 verstarb Leo Salomon jedoch bei einem Autounfall. |
|      | Walter Pabst                       | Goethestraße 13                                   | | 30. Okt. 2018 | |
|      | Kurt Pabst                         | Goethestraße 13                                   | | 30. Okt. 2018 | |
|      | Otto Pabst                         | Goethestraße 13                                   | | 30. Okt. 2018 | |
|      | Berta Maas                         | Goethestraße 13                                   | | 30. Okt. 2018 | |
|      | Herbert Maas                       | Goethestraße 13                                   | | 30. Okt. 2018 | |
|      | Ida Thomas                         | Wilhelm-Heinrich-Straße 15                        | | 8. Nov. 2022  | |
|      | Kurt Thomas (sen.)                 | Wilhelm-Heinrich-Straße 15                        | Kurt Thomas (* 25. Februar 1904 in Ottweiler; † 22. März 1938 in der Sowjetunion) war ein saarländischer Bergmann. Er schloss sich der SPD an, war aber für die KPD tätig. 1932, nach seinem Übertritt zur KPD, gehörte er dem AM-Apparat an. Am 13. Mai 1934 durfte er Ernst Thälmann im Untersuchungsgefängnis von Berlin-Moabit besuchen. Nach 1937 emigrierte er über Paris in die Sowjetunion, wo er am 30. Juni 1937 verhaftet und ein jahr später wegen angeblicher Spionage und terroristischer Aktivitäten vom Militärkollegium des Obersten Gerichts der UdSSR (MKOG) zum Tode verurteilt wurde. Der Vollstreckungsbefehl wurde noch am gleichen umgesetzt und Thomas wurde erschossen.                                                                                              | 8. Nov. 2022  | |
|      | Kurt Thomas (jun.)                 | Wilhelm-Heinrich-Straße 15                        | Kurt Thomas floh mit seinen Eltern in die Sojewtunion. Nach der Verhaftung des Vaters kehrte er mit seiner Mutter nach Ottweiler zurück. 1944 wurde er im Alter von 18 Jahren zwangsverpflichtet und kam zur Wehrmacht. Dort kam er am 12. Dezember 1944 ums Leben. | 8. Nov. 2022  | |
|      | Jakob Weingardt                    | Rathausplatz 4                                    | | 8. Nov. 2022  | |
|      | Luise Weingardt                    | Rathausplatz 4                                    | | 8. Nov. 2022  | |
|      | Heinrich Weingardt                 | Rathausplatz 4                                    | | 8. Nov. 2022  | |
|      | Heinrich Werner                    | Wilhelm-Heinrich-Straße 26                        | | 30. Okt. 2018 | |